# Lenguas arawak Paraná-Mamoré
Las lenguas Paraná-Mamoré (también Mamoré-Guaporé) o lenguas arawak meridionales (propiamente dichas) son una agrupación de lenguas arawak meridionales habladas en las cuencas de los ríos Paraná y Mamoré.

## Clasificación
Las lenguas Panará-Mamoré pertenecen a las lenguas arawak más meridionales. Aikhenvald (1999) usa el término "arawak meridional" para este grupo filogenético, aunque para otros autores "arawak meridional" es una agrupación geográfica que incluye varias ramas filogenéticas.

### Lenguas del grupo
Las lenguas Paraná-Mamoré se clasifican usualmente como:
- Grupo mojo (moxo, moho), río Mamoré (Beni, Bolivia)
  - Baure, 13 (2000),[1] río Blanco (Beni, Bolivia)
  - Ignaciano, 4.000 (1997);[2] 4.500 (2000)[3]
  - Trinitario, 5.000 (1997);[2] 5.500 (2000)[4]
  - Paunaka, 10 (2000), río Baures (Santa Cruz, Bolivia)
  - Paiconeca, †, fuentes del río Paraguá (Santa Cruz, Bolivia)
- Salumã (Enawenê-Nawê), 154 (1999),[5] cabedera del Juruena (Mato Grosso, Brasil)
- Terêna-Guaná
  - Terêna, 15.000 (1991);[6] 20.000 (1997);[2] 9800 (1999),[5] Este del río Paraguay, ríos Miranda y Aguidauana (Mato Grosso do Sul y Avaí (São Paulo), Brasil).
  - Guaná-Layana, †, ríos Yacaré y Galván (Paraguay), Miranda, (Mato Grosso do Sul, Brasil)
  - Kinikinao, †, Miranda (Mato Grosso do Sul, Brasil)
  - Chané-Izoceño, †, río Itiyuro (Salta, Argentina)
- Lapachu (apolista), †, Apolobamba (Bolivia).

## Comparación léxica
Los numerales en diferentes lenguas arahuacas del Paraná-Mamoré son:
| GLOSA | Moxo      | Moxo      | Moxo      | Moxo         | Terêna-Chané  | Terêna-Chané | Terêna-Chané | PROTO- PAR.MAM. |
| GLOSA | Baure     | Ignaciano | Trinatrio | Paunaka      | Terêna        | Chané        | Guaná        | PROTO- PAR.MAM. |
| ----- | --------- | --------- | --------- | ------------ | ------------- | ------------ | ------------ | --------------- |
| '1'   | po-noʧi   | eta-      | eto-      | 'ʧɨ-natʃɨ    | póeh-aaxo     | (mompetí)    | poikoya      | *pa-            |
| '2'   | api-na    | api-      | api-      | ('ɾus-ʧɨ)    | pi-ʔaaxo      | (mokoi)      | pid-ʤaho     | *a-pi-          |
| '3'   | mopo-nan  | mapa-     | mopo-     | ('tɾes-ʧɨ)   | mopó-ʔaxo     | (mboapi)     | mopoa        | *mopo-          |
| '4'   | kange-nan |           | (kwatɾu)  | ('kwatɾɔ-ʧɨ) | (koáturu kôe) |              | honaton      |                 |
| '5'   | roleko    |           |           | ('siŋkɔ-ʧɨ)  | (singúʔ kôe)  |              | houakoo      | *pa-X           |
| '6'   | repitikia |           |           | ('sɛi-ʧɨ)    | (seiʔ kôe)    |              |              |                 |
| '7'   | 2 + pohue |           |           | ('sjɛtɛ-ʧɨ)  | (setiʔ kôe)   |              |              | *2+5            |
| '8'   | 3 + pohue |           |           |              | (oitúʔ kôe)   |              |              | *3+5            |
| '9'   | 4 + pohue |           |           |              | (novéʔ kôe)   |              |              | *4+5            |
| '10'  | iʧowoko   |           |           |              | (yehiʔ kôe)   |              |              |                 |

Los términos entre paréntesis son términos prestados de otras lenguas: del español en paunaka, del portugués en terêna y del guaraní-chiriguano en el caso del chané.